# Gonioscelis bykanistes
Gonioscelis bykanistes là một loài ruồi trong họ Asilidae. Gonioscelis bykanistes được Londt miêu tả năm 2004. Loài này phân bố ở vùng nhiệt đới châu Phi.